# Guido Pannain
Guido Pannain (Napoli, 17 novembre 1891 – Napoli, 6 settembre 1977) è stato un compositore e musicologo italiano.

## Biografia
Studiò presso il Conservatorio di San Pietro a Majella, sotto la guida di Camillo de Nardis, e in seguito vi insegnò storia della musica; nel 1914 si laureò in lettere. Fu critico musicale dei quotidiani Roma, Il Mattino e Il Tempo e della rivista Epoca (su cui si segnalò per l'avversione alle avanguardie postweberniane), e collaboratore di riviste musicali italiane ed estere come Rivista Musicale Italiana, Pianoforte e La rassegna musicale. Il 27 febbraio 1911 fu iniziato in Massoneria nella Loggia Unione e lavoro di Napoli e nel marzo 1956 fu nominato Accademico di Santa Cecilia.
Si interessò sia alla composizione pura che alla ricerca storica e scientifica in campo musicale. Il suo metodo risentiva molto delle teorie estetiche di Benedetto Croce, cercando di scoprire e penetrare le varie esperienze stilistiche e compositive in modo originale ed autonomo.
Le sue composizioni vengono ricordate soprattutto per l'eclettismo e la varietà di tematiche affrontate, spaziando da composizioni di musica sinfonica a musica da camera, concerti per viola, violino, arpa e orchestra. Tra le pagine strumentali si ricordano il poema sinfonico Amleto (1915), il «movimento sinfonico» Fontane d’oltremare (1939), due concerti per violino (1950, 1960), uno per viola (1955), uno per arpa e uno per pianoforte (1968); il Trio per pianoforte, violino e violoncello fu premiato nel concorso Hoffmeister di Lipsia (1927) e la Sinfonietta per archi nel concorso Schubert della International Columbia Graphophone nel 1928.
Viene ricordato anche come importante autore di studi di storia e critica della musica.

## Opere

### Storia e critica della musica
- Lineamenti di storia della musica, 1922
- Storia della musica, 1942
- La vita del linguaggio musicale, 1947
- Ottocento musicale italiano, 1952
- Musicisti dei tempi nuovi, 1954, seconda edizione
- Wagner, 1965

### Lirica e concertistica
- Quartetto, concerto per violino, viola, arpa e orchestra
- Trio, concerto per viola, violino e orchestra
- Fontane d'oltremare, movimento sinfonico per archi
- Concerto per pianoforte e orchestra (1968)
- Requiem
- Stabat Mater
- L'intrusa, opera lirica, 15 Febbraio 1940, Genova, Teatro Carlo Felice, regia di Marcello Govoni, il quale realizzò anche i bozzetti per i costumi e le scene.
- Beatrice Cenci, opera lirica, 1942 al Teatro San Carlo di Napoli diretta da Gabriele Santini con Margherita Carosio ed Antenore Reali
- Madame Bovary, opera lirica in tre atti e otto quadri, 1955 al Teatro San Carlo diretta da Santini con Clara Petrella, Rina Cavallari, Gianni Raimondi e Saturno Meletti